# André Morell
Pour les articles homonymes, voir Morell.
André Morell est un acteur britannique, né le 20 août 1909 à Londres (Royaume-Uni) et mort le 28 novembre 1978 dans la même ville. Il est le quatrième acteur à avoir incarné à l'écran le Professeur Bernard Quatermass.

## Filmographie
- 1938 : 13 Men and a Gun : Kroty
- 1938 : Many Tanks Mr. Atkins

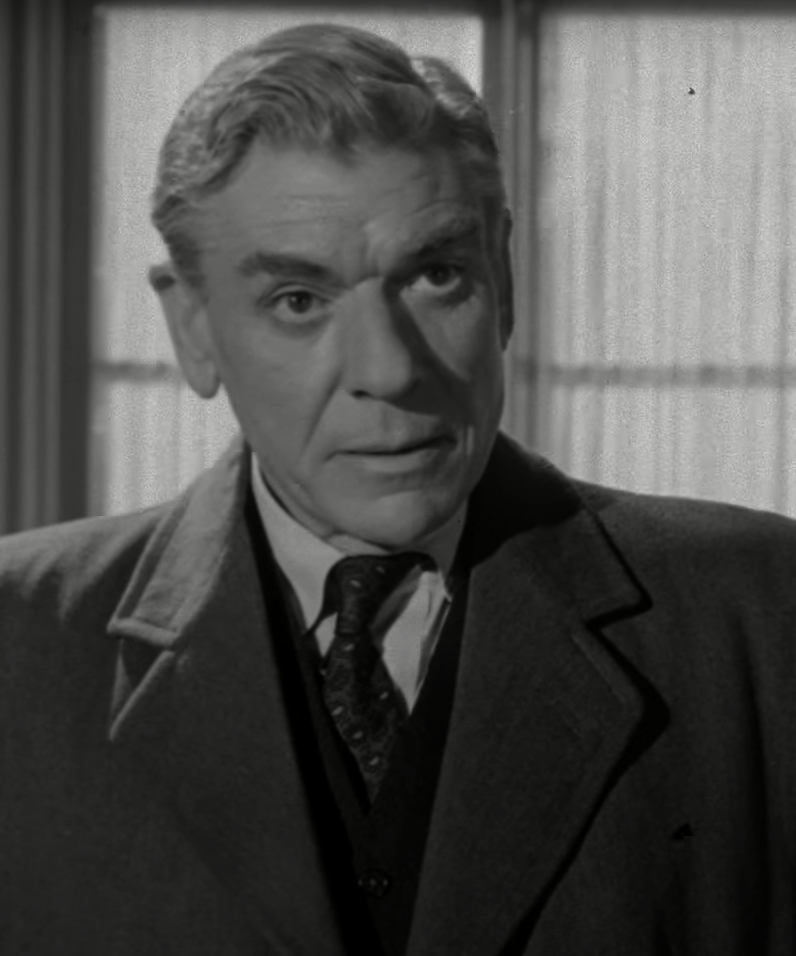
André Morell dans Béhémot, le monstre des mers (The Giant Behemoth) (1959).

- 1938 : Pride and Prejudice (TV) : Mr. Wickham
- 1938 : Lady Precious Stream (TV)
- 1938 : The Rivals (TV) : Faulkland
- 1938 : Trelawny of the Wells (TV)
- 1938 : Cyrano de Bergerac (TV) : Le Bret
- 1939 : Sun Up (TV) : Rufe Cagle
- 1940 : L'aventure est commencée (Ten Days in Paris) : Victor
- 1940 : Three Silent Men : Klein
- 1942 : Unpublished Story : Marchand
- 1947 : Le Marchand de Venise (The Merchant of Venice) (TV) : Bassanio
- 1947 : Boys in Brown (TV) : Governor
- 1948 : Les Guerriers dans l'ombre (Against the Wind) : Abbot
- 1949 : Cet âge dangereux (That Dangerous Age) de Gregory Ratoff
- 1950 : No Place for Jennifer : Counsel
- 1950 : Madeleine : Defending Counsel
- 1950 : Le Grand Alibi (Stage Fright) : Inspector Byard
- 1950 : Othello (TV) : Othello
- 1950 : Si Paris l'avait su (So Long at the Fair), d'Antony Darnborough et Terence Fisher : Doctor Hart
- 1950 : Ultimatum (Seven Days to Noon) : Supt. Folland
- 1950 : Trio : Dr. Lennox (in segment Sanitorium)
- 1951 : Flesh & Blood : Dr. Marshall
- 1951 : Haute Trahison (High Treason) : Supt. Folland
- 1951 : The Clouded Yellow : Secret Service Chief Chubb
- 1952 : The Tall Headlines : George Rackham
- 1952 : A Stolen Face : David
- 1953 : It Is Midnight, Dr. Schweitzer (TV) : Dr. Albert Schweitzner
- 1954 : The Golden Link : Supt. Blake
- 1954 : Le Roi des îles (His Majesty O'Keefe)  de Byron Haskin : Alfred Tetins
- 1954 : Le Serment du chevalier noir (The Black Knight) : Sir Ontzlake
- 1950-1954 : BBC Sunday Night Theatre (TV) : O'Brien
- 1955 : They Can't Hang Me : Robert Pitt
- 1955 : Trois meurtres (Three Cases of Murder) : Dr. Audlin (segment Lord Mountdrago)
- 1955 : Vacances à Venise (Summertime) : Englishman
- 1955 : The Secret : Inspector Lake
- 1956 : Le Secret des tentes noires (The Black Tent) : Sheik Salem ben Yussef
- 1956 : L'Homme qui n'a jamais existé (The Man Who Never Was) : Sir Bernard Spilsbury
- 1956 : The Baby and the Battleship : Marshal
- 1956 : Zarak le valeureux (Zarak) : Atherton
- 1957 : Police internationale (Interpol) : Breckner
- 1957 : Le Pont de la rivière Kwai (The Bridge on the River Kwai) : Col. Green
- 1958 : Diamond Safari (en) de Gerald Mayer : Williamson
- 1958 : À Paris tous les deux (Paris Holiday) : American Ambassador
- 1958 : L'Île du camp sans retour (The Camp on Blood Island) : Col. Lambert
- 1958 : Quatermass and the Pit (série TV) : Professor Bernard Quatermass
- 1959 : Behemoth the Sea Monster : Professor James Bickford
- 1959 : Le Chien des Baskerville (The Hound of the Baskervilles) : Doctor John Watson
- 1959 : Ben-Hur : Sextus
- 1960 : Cone of Silence : Capt. Edward Manningham
- 1961 : Cash on Demand : Hepburn
- 1961 : Shadow of the Cat : Walter Venable
- 1963 : Chapeau melon et bottes de cuir, Horatio Kane
- 1964 : La Baie aux émeraudes (The Moon-Spinners) : Yacht Captain
- 1964 : La Femme de paille (Woman of Straw) : Judge
- 1965 : La Déesse de feu (She) (She) : Haumeid
- 1965 : The Siege of Manchester (TV)
- 1966 : L'Invasion des morts-vivants (The Plague of the Zombies) : Sir James Forbes
- 1966 : Judith : Haim
- 1966 : Un mort en pleine forme (The Wrong Box) : Club Butler
- 1966 : Doctor Who (série TV) : épisode « The Massacre of St Bartholomew's Eve » Le Maréchal Tavannes
- 1967 : Dans les griffes de la momie (The Mummy's Shroud) : Sir Basil Walden
- 1968 : La Déesse des sables (The Vengeance of She) : Kassim
- 1968 : Le Dernier train du Katanga (The Mercenaries) : Bussier
- 1968 : The Caesars (série TV) : Tiberius
- 1969 : W. Somerset Maugham (épisode : The Letter) (TV) : George Joyce
- 1970 : Jules César (Julius Caesar) : Cicero
- 1971 : L'Étrangleur de Rillington Place (10 Rillington Place) : Judge Lewis
- 1972 : The Man and the Snake : Dr. Druring
- 1972 : Jeanne, papesse du diable (Pope Joan) : Emperor Louis
- 1975 : Edward the King (feuilleton TV) : Lord Palmerston
- 1975 : Barry Lyndon : Lord Gustavos Adolphus Wendover
- 1976 : Le Message (Mohammad, Messenger of God) : Abu-Talib
- 1976 : The Slipper and the Rose : Bride's Father
- 1978 : Life of Shakespeare (feuilleton TV) : Edward Alleyn
- 1978 : Le Seigneur des anneaux (The Lord of the Rings) : Elrond (voix)
- 1979 : La Grande Attaque du train d'or (The First Great Train Robbery) : Judge